# NGC 3293
NGC 3293 (również OCL 816 lub ESO 128-SC5) – gromada otwarta znajdująca się w gwiazdozbiorze Kila. Odkrył ją Nicolas Louis de Lacaille w 1751 roku. Gromada liczy niecałe 10 milionów lat i jest oddalona o 8000 lat świetlnych od Ziemi. Zawiera około 50 gwiazd, które powstały mniej więcej w tym samym czasie. NGC 3293 jest jedną z najjaśniejszych gromad południowego nieba i z łatwością można ją dostrzec nieuzbrojonym okiem. Wszystkie znajdujące się w niej gwiazdy powstały z tej samej chmury gazu i pyłu – mają więc ten sam skład chemiczny. Ponieważ różnią się między sobą masą początkową, znajdują się na różnych etapach ewolucji. Każda z gwiazd w gromadzie jest bardziej masywna niż Słońce, co oznacza, że ich ewolucja przebiega o wiele szybciej. Te najbardziej masywne zdążyły wykorzystać swoje główne paliwo jądrowe i przeszły w fazę czerwonego olbrzyma.
Gromadę otacza obszar H II o nazwie Gum 30 (lub RCW 51).
Na zdjęciu, pochodzącym z instrumentu Wide Field Imager zamontowanym na 2,2-metrowym teleskopie MPG (obserwatorium ESO La Silla w Chile), widać jasną grupę masywnych gwiazd na tle chmury świecącego gazu i strumieni pyłu.